# Château-Gontier
Château-Gontier là một xã trong vùng hành chính Pays de la Loire, thuộc tỉnh Mayenne, quận Château-Gontier, tổng Château-Gontier-Est và Château-Gontier-Ouest. Tọa độ địa lý của xã là 47° 49' vĩ độ bắc, 00° 42' kinh độ đông. Château-Gontier nằm trên độ cao trung bình là 83 mét trên mực nước biển, có điểm thấp nhất là 26 mét và điểm cao nhất là 99 mét. Xã có diện tích 27,88 km², dân số vào thời điểm 1999 là 11.131 người; mật độ dân số là 399 người/km².

## Thông tin nhân khẩu
| 1962  | 1968  | 1975  | 1982  | 1990   | 1999   |
| ----- | ----- | ----- | ----- | ------ | ------ |
| 7.065 | 7.888 | 8.342 | 8.023 | 11 085 | 11 131 |

## Các thành phố kết nghĩa
- Murrhardt, Đức
- Frome, Vương quốc Anh

## Nhân vật nổi tiếng
- Lucie Delarue-Mardrus, nhà văn
- Louis de Farcy, sử gia
- Paul de Farcy, sử gia
- Émile Lemonnier (1893-1945) tướng quân đội
- Marius Lepage (1902-1972), nhà văn
- Marie-Sophie Leroyer de Chantepie, nhà văn
- Charles Loyson (1791-1819), nhà thơ

## Địa điểm tham quan
- Nhà thờ Trinité
- Nhà thờ Saint-Jean